# Dicranomyia melanantha
Dicranomyia melanantha är en tvåvingeart som beskrevs av Evgenyi Nikolayevich Savchenko 1984. Dicranomyia melanantha ingår i släktet Dicranomyia och familjen småharkrankar. Inga underarter finns listade i Catalogue of Life.